# 차하순
차하순(車河淳, 1929년~)은 대한민국의 역사가이다.
서강대학교의 명예교수이며, 한국문예학술저작권협회 회장 및 역사학회 고문, 한일 역사가회의 운영위원회 위원장, 국제역사학회의 한국위원회 위원장을 지냈다.